# Marienbach (Wien)
Der Marienbach ist ein Bach im 13. Wiener Gemeindebezirk Hietzing. Er ist ein Zubringer des rechten Wienflusssammelkanals und wird teilweise als Bachkanal geführt.

## Verlauf
Der Marienbach hat in seinem oberirdischen Verlauf eine Länge von 1240 m bei einer Höhendifferenz von 149 m. Sein Einzugsgebiet ist 0,3 km² groß.
Der Bach entspringt auf der Baderwiese im Naturschutzgebiet Lainzer Tiergarten, unweit des Aussichtspunkts Wienerblick. Von dort aus verläuft er ostwärts. Innerhalb des Naturschutzgebiets ist er ein Trockental, das in der Regel nur bei Niederschlägen Wasser führt. Der Marienbach verlässt den Lainzer Tiergarten durch einen Durchlass in der Tiergartenmauer. Anschließend fließt er im Bezirksteil Ober St. Veit unter der 2001 errichteten Fußgeherbrücke Hubertustürlsteg.

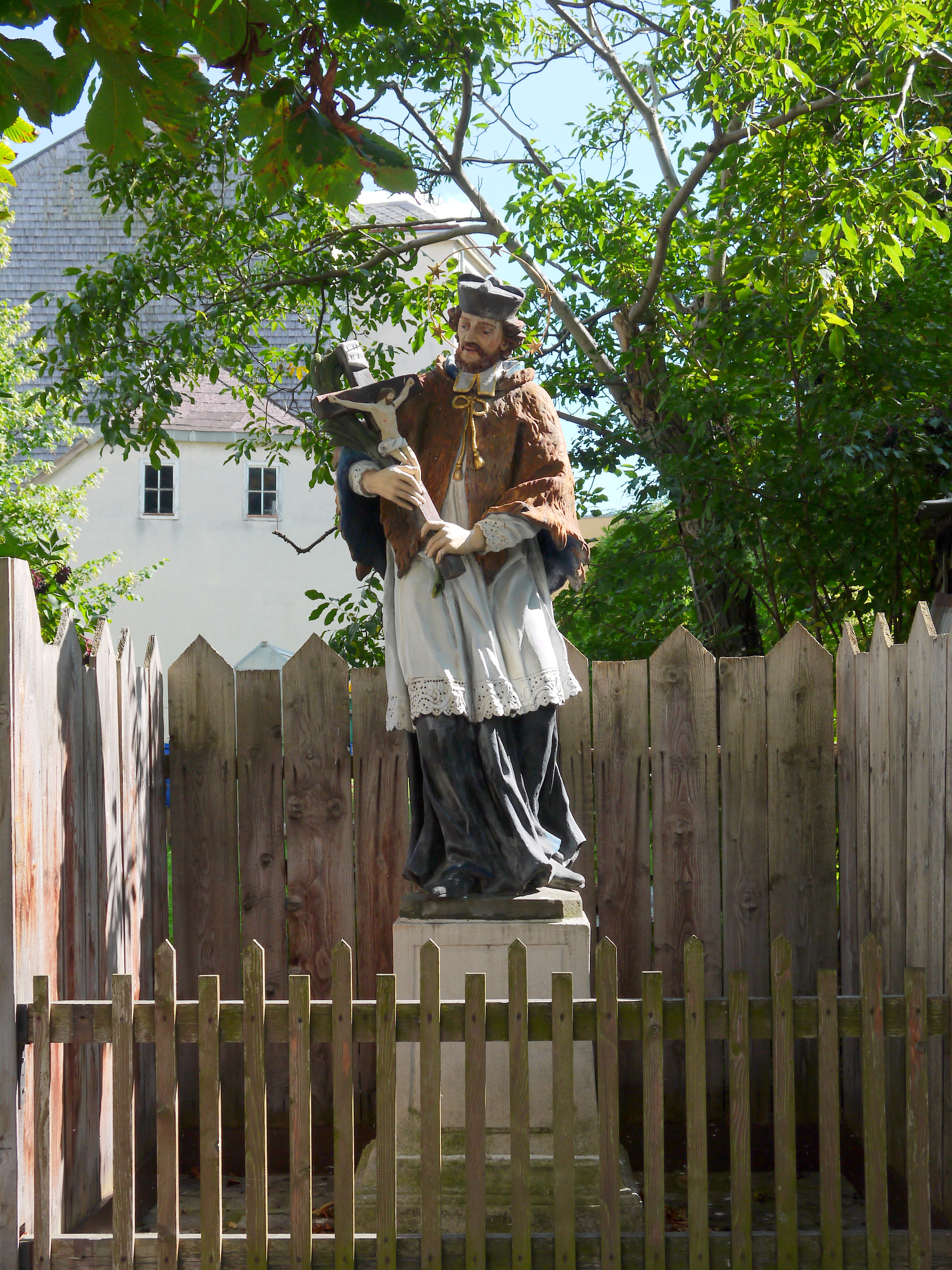
Statue des Brückenheiligen Johannes Nepomuk in der Firmiangasse beim Bachkanal des Marienbachs

Ab dem oberen Ende der Schweizertalstraße wird der Marienbach als Bachkanal geführt. Der Kanal ist 1440 m lang und 4 bis 5 m tief. Er weist ein Gefälle von 14 bis 66 ‰ auf. Der Kanal fließt unter der Schweizertalstraße – wo er linksseitig den Veitlissengraben aufnimmt – und der Firmiangasse, an deren Kreuzung mit dem Hietzinger Kai er unterirdisch in den rechten Wienflusssammelkanal mündet.
Beim Marienbach besteht keine Gefahr von Überflutungen mehr. Im Fall eines Jahrhunderthochwassers (HQ100) sind weder Infrastruktur noch Wohnbevölkerung betroffen. Bei einem HQ100 erreicht er 2,8 m³/s.

## Geschichte
Der Marienbach floss früher oberirdisch durch die seit dem 12. Jahrhundert bestehende Siedlung Ober St. Veit. Im Ortszentrum wurde sein Verlauf zwischen 1755 und 1825 mehrmals verändert und begradigt. Der Wienfluss, in den der Bach ursprünglich direkt mündete, verlagerte seinen Verlauf zwischen 1780 und 1825 weiter in den Süden, wodurch sich der Marienbach verkürzte. Bis 1875 wurde der Bach in Ober St. Veit über eine Länge von 400 m eingewölbt. Das Bauwerk konnte jedoch bei starkem Regen das Wasser von Zubringern wie dem Veitlissengraben nicht aufnehmen.
Der Marienbach sorgte jahrhundertelang für Überschwemmungen. Das letzte verheerende Hochwasser ereignete sich am 1. Juni 1898. Dabei staute sich das Wasser durch Schwemmholz beim Durchlass der Tiergartenmauer auf, bis diese brach. Die folgende Überflutung von Ober St. Veit forderte ein Todesopfer. Am Bachkanal des Marienbachs wurde in weiterer Folge in den Jahren 1907 und 1912 gebaut. Seine Fertigstellung erfolgte am 1. März 1916. Dadurch breiteten sich die Siedlungsflächen, wo früher Weingärten gewesen waren, bis an die Mauer des Lainzer Tiergartens aus.

## Ökologie
In seinem Ursprung auf der Baderwiese bildet der Marienbach einen Quelltümpel. Die Sumpfvegetation wird von Graugrüne Binsen (Juncus inflexus) geprägt, ferner gedeihen hier Wasser-Schwertlilien (Iris pseudacorus). An manchen Stellen im Tümpel gibt es Suhlen.